# Jan Szewczyk (wiceminister)
Jan Szewczyk (ur. 13 grudnia 1922 w Jarząbkowie, zm. 29 sierpnia 2004) – polski działacz partyjny i państwowy, podsekretarz stanu w Ministerstwie Przemysłu Ciężkiego (1964–1967).

## Życiorys
Syn Jana i Heleny. Z zawodu monter-tokarz, na przełomie lat 40. i 50. ukończył Wieczorowe Liceum Matematyczno–Fizycznego w Szczecinie, a w 1957 Wydział Przemysłu Szkoły Głównej Planowania i Statystyki. W 1941 wywieziony na roboty przymusowe, pracował w Süddeutsche Bremsen-AG w Monachium jako frezer, tokarz i ślusarz maszynowy. W połowie 1945 uwolniony przez Amerykanów, w listopadzie 1945 powrócił do Polski i osiedlił się w Szczecinie, gdzie podjął pracę w warsztatach Zjednoczenia Energetycznego.
W 1946 wstąpił do Polskiej Partii Robotniczej, przekształconej w Polską Zjednoczoną Partię Robotniczą. W okresie kampanii przed wyborami z 1947 wchodził w skład Trójki Partyjnej w Komisji Wyborczej X Obwodu Wyborczego w Szczecinie. Od 1947 do 1950 pracował w strukturach PPR/PZPR w Szczecinie jako sekretarz koła przy Zjednoczeniu Energetycznym Okręgu Szczecińskiego, instruktor Wydziału Ekonomicznego i Wydziału Kadr Komitetu Wojewódzkiego PZPR oraz sekretarz koła przy KW. W 1951 zatrudniony w Wydziale Przemysłu Ciężkiego Komitetu Centralnego PZPR, początkowo jako referent i instruktor w Sektorze Zakładów Wydzielonych. Od 1960 do 1964 kierownik Sektora Przemysłu Maszynowego i Elektrotechnicznego w ramach Wydziału Ekonomicznego KC PZPR (w randze inspektora). Od października 1964 do grudnia 1967 pozostawał podsekretarzem stanu w Ministerstwie Przemysłu Ciężkiego.
Został pochowany na Cmentarzu Komunalnym Północnym w Warszawie.